# Rio de Moinhos (Aljustrel)
Rio de Moinhos is een plaats (freguesia) in de Portugese gemeente Aljustrel en telt 864 inwoners (2001).